# Crvenka
Crvenka (v srbské cyrilici Црвенка, maďarsky Cservenka, německy Rotweil) је město v srbské Vojvodině. Protéká ním Velký báčský kanál. Administrativně spadá pod Západobačský okruh, opštinu Kula. V roce 2011 ve městě žilo 9 001 obyvatel.

## Poloha
Crvenka se rozkládá v rovinaté krajině Panonské nížiny, na silnici mezi městy Sombor (severozápadně) a Kula (jihovýchodně od města). 

## Historie
Město je poprvé připomínáno v 16. století, kdy byla Vojvodina pod osmanskou nadvládou. Crvenka byla tehdy součástí Segedínského sandžaku v rámci Osmanské říše. Po skončení velké turecké války a podepsání Karlovického míru bylo místo nicméně (stejně jako většina v tehdejších Uhrách) pusté a bez trvalého osídlení. Zpět se sem život vrátil až v souvislosti s opětovnou kolonizací nejjižnější části tehdejších Uher. Od té doby je síť ulic je pravoúhlá, obdobně jako u všech podobných měst, která vznikala v uvedené době. Příchozí byli Srbové, také ale Maďaři a Němci. Kolonizace byla zahájena za rakouského císaře Josefa I., probíhala intenzivně v době vlády Marie Terezie a vrcholu dosáhla za vlády Josefa II.
V roce 1910 bylo v posledním rakousko-uherském sčítání lidu zjištěno 7674 obyvatel, z toho bylo 6861 Němců a 708 Maďarů. Až do roku 1918 byla součástí župy Bács-Bodrog v rámci Zalitavska. Tehdejší německé obyvatelstvo bylo luteránského a reformovaného vyznání.
V obci byl vybudován na počátku 20. století cukrovar, později po druhé světové válce byl znárodněn a dnes patří k dominantním zaměstnavatelům. Místní Němci uprchli na podzim roku 1944, zbylí byli internování v táborech a nakonec vysídleni; oba jejich kostely byly nicméně zbourány. Němci původem z Crvenky dnes žijí v Bavorsku.

## Obyvatelstvo
Většina obyvatel ve městě je srbské a černohorské národnosti. Nejzastoupenější národnostní menšinou jsou Maďaři, kterých zde žilo několik set a poté Chorvati. Od 80. let 20. století počet obyvatel setrvale klesá.

## Kultura
Obec má svoje kulturní centrum (na hlavní křižovatce), hlavním svatostánkem Srbské pravoslavné církve je potom kostel sv. Sávy. Na okraji města stojí ještě novogotický římskokatolický kostel.

## Doprava
Crvenkou prochází silnice celostátního významu č. 15 ze Somboru do města Kula. Ve stejném směru potom vede i železniční trať. Dříve odtud vedla ještě trať do Subotici. Crvenka má jediné nádraží.

## Školství
Ve městě existuje základní škola, která nese název po srbském národním buditeli Vuku Karadžićovi.